# Жуківці (Жмеринський район)
Жуківці́ — село в Україні, у Жмеринській міській громаді Жмеринського району Вінницької області. На південний схід від міста Жмеринка. Розташоване неподалік від залізниці.

## Транспорт

### Автошляхи
Є автодорога на Жмеринку, Станіславчик.

### Залізничне сполучення
На околиці села розташований зупинний пункт Жуківці на електрифіковані залізниці напрямку Жмеринка — Вапнярка — Одеса. Там зупиняються приміські електропоїзди сполученням Вапнярка — Жмеринка і регіональний поїзд сполученням Київ — Рахни.
Сусідні станції — Ярошенка, Жмеринка.
Сусідні вузлові станції — Жмеринка, Вапнярка.
На ст. Вапнярка можна здійснити посадку на електропоїзди до Котовська, Одеси, а також Христинівки (через Ладижин, Зятківці), пасажирські поїзди до ст. Одеса, Умань, Черкаси.
На ст. Жмеринка можна пересісти на приміські електропоїзди до
- Козятина (Гнівань, Вінниця, Калинівка), Києва,
- Підволочиська (Сербинівці, Дубки, Радівці, Комарівці, Деражня, Богданівці, Хмельницький, Гречани, Волочиськ)
- Могилева-Подільського (Бар, Митки, Котюжани, Вендичани)

Електропоїзди на шляху прямування від Жмеринки до Жуківців проходять такі станції та зупинки: Садова. На шляху від Жуківців до Вапнярки — Будьки, Митланівка, Ярошенка, Краснівка, Бушинка, Рахни, Шпиків, Юрківка, Шура, Журавлівка.
Вартість проїзду
- до Жмеринки 10 грн.,
- до Хмельницького 80 грн. (105 км),
- до Вінниці 48 грн. (52 км),
- до Вапнярки 50 грн. (75 км), що не порівняно з іншими видами транспорту.

Також можна здійснювати посадку на пасажирські поїзди на ст. Рахни, Ярошенка, Жмеринка, Вапнярка.

## Історія
Російська імперія
За результатами Всеросійського перепису 1858 року в селі Жуківці нараховувалось 166 ревізьких душ (чоловіків) і 174 жінки. (Джерело — ДАВіО Ф-Д-200 Опис 1 Справа 628 сторінка 14зв).
У 1859 р власником села був поміщик Семашко Іван Миколайович — Колезький Секретар Вінницької Повітового Комітету по продажу гарячих напоїв. Йому належало в цей час 165 ревізьких душ. (Джерело — ДАВіО Ф-Д-200 Опис 1 Справа 232 сторінка 26зв).
У 1863 р. в селі Жуківці Семашко мав у власності вже 173 ревізькі души. (Джерело — ДАВіО Ф-Д-206 Опис 1 Справа 4 сторінка 108).
У 1890 р. в наявності в Жуківцях було 250 чоловіків і 245 жінок. (Джерело — ДАВіО Ф-Д-200 Опис 1 Справа 628 сторінка 14зв).
За результатами Всеросійського перепису 1897 р. населення Жуковець складало 333 чоловіки та 340 жінок, разом 673 людини. (Джерело — ДАВіО Ф-Д-255 Опис 1 Справа 11 сторінка 94).

### Сталінські чистки
У кінці 30-х років XX століття в с. Жуківці Сталінським комуністичним режимом проводились репресії. Документальне підтвердження про це нам дає справа № 1978 Вінницького Обласного Управління НКВС, під час розгляду якої були засудженні три мешканця села Жуківці: Кузьмін Омельян Тимофійович (1897—1938), Лисаков Єрміл Іванович (1895—1938) та Дєнісов Міна Григорович (1904—1938).
У с. Жуківці в 1935 р. закрили церкву. Людям не було де проводити релігійні обряди (хрещення, вінчання, похорони тощо).
У 1936 р. колишній дяк старовірської церкви Кузьмін Є. Т. збирав гроші на відкриття церкви в Жуківцях та 4 рази з односельцями ходив до Жмеринки та писав заяву з клопотанням про відкриття Церкви релігійної громади в Жуківцях. Але їм було відмовлено.
Коли біля закритої церкви зібралось 30-40 віруючих, було вирішено пити до Жуківецької сільради з вимогою відкрити церкву. Але тодішній голова сільради, який одночасно був ще й голова Жуківецького колгоспу ім. Кірова Трєпко Андрій Микитович (1903 р.н.), у поновленні богослужінь у церкві відмовив. У відповідь на це Кузьмин Є. Т. почав посилатись на статтю 124 нової «сталінської» конституції, де було сказано, що держава відокремлена від церкви.
І ось вже 14 серпня 1937 р. тодішній голова Жуківецької сільради Трєпко Андрій Микитович дає свої вкрай негативні свідчення  проти односельців у справі № 1978 Вінницького обласного управління НКВС.
У той час віруючі люди, залишившись без можливості ходити до церкви, почали таємно збиратись по ночах в помешканнях Лисакова Є. І., Дєнісова М. Г., Кузьміна Є. Т. і Тимофїїва С., де проводили релігійні обряди (хрещення, вінчання тощо). Дяк Кузьмін збирав гроші, щоб відправити ходаків до Києва та Москви, щоб вже там подавати клопотання про відкриття церкви в с. Жуківці. 
Але НКВС про ці зібрання та наміри стало відомо через свою агентуру, свідчення яких також є у справі.
Наприклад, на зібрання ходила мама тодішнього бухгалтера колгоспу Викулова Савви Нестеровича, свідчення якого від 14 серпня 1937 року проти своїх односельців ви можете прочитати самі. В справі є свідчення і помічника бухгалтера (рахівника) колгоспу Сероіжко Павла Лукіча та декількох інших.
Арешт відбувся 28 серпня 1937 р. Трійка Управління НКВС по Вінницькій області після 1 місяця «допитів» визнала винними 4 жовтня 1937 р. Кузьміна Омельяна Тимофійовича, Лисакова Єрміла Івановича і Денісова Міну Григоровича в контрреволюційній діяльності та присудила по 10 років трудових таборів (ГУЛАГу) кожному.
Всі троє вони загинули в таборах праці, не пробувши там і року.
Дяк Кузьмін Омельян Тимофійович загинув в Ухтпечтаборі (Комі АРСР) 13.03.1938 р., не провівши там і півроку. Лисаков Єрміл Іванович загинув 4.09.1938 р. Він не витримав і року в самому суворому трудовому таборі СРСР — в Усть-Вимському таборі НКВС СРСР (Комі АРСР). Дєнісов Міна Григорович загинув 3.08.1938 р. в Комі АРСР, також не провівши в таборі і року. 
Указом Президіуму Верховної Ради СРСР від 16.01.1989 р. всіх трьох засуджених було реабілітовано. 
Такі події відбувались в с. Жуківці Жмеринського району Вінницької області в 1935—1937 гг.
12 червня 2020 року, відповідно до Розпорядження Кабінету Міністрів України від  № 707-р «Про визначення адміністративних центрів та затвердження територій територіальних громад Вінницької області», увійшло до складу Жмеринської міської громади.

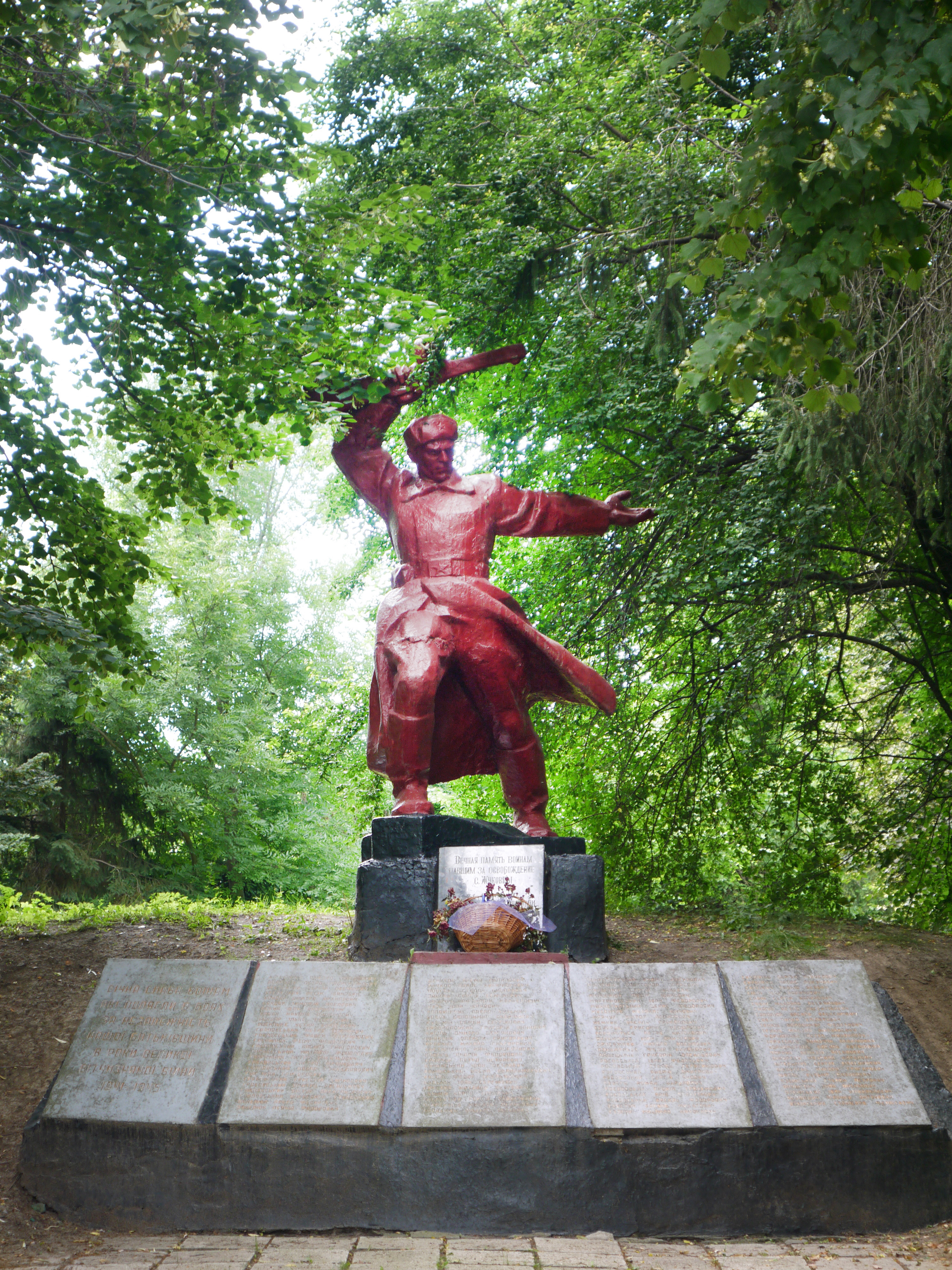
Пам'ятник 100 воїнам-односельчанам, загиблим на фронтах ВВВ

19 липня 2020 року, в результаті адміністративно-територіальної реформи та ліквідації Жмеринського району, село увійшло до складу новоутвореного Жмеринського району.12 червня 2020 року, відповідно до Розпорядження Кабінету Міністрів України від  № 707-р «Про визначення адміністративних центрів та затвердження територій територіальних громад Вінницької області», увійшло до складу Жмеринської міської громади.